# Buenos Aires (metropolitana di Madrid)
Buenos Aires è una stazione della linea 1 della metropolitana di Madrid.
Si trova sotto all'Avenida de la Albufera nell'intersezione con la calle Pío Felipe.

## Storia
La stazione fu inaugurata nell'aprile del 1994.

## Accessi
Ingresso Buenos Aires
- Pío Felipe: Avenida de la Albufera, 179 (angolo con Calle de Pío Felipe)
- Buenos Aires: Avenida de la Albufera, 140 (angolo con Avenida de Buenos Aires)